# Корона Юрія ІІ
«Корона Юрія ІІ» — історичний роман українського письменника Івана Корсака, написаний в 2011 році. Опублікований в 2011 році київським видавництвом «Ярославів Вал».
Роман «Корона Юрія ІІ», який одночасно побачив світ у Києві й Вільнюсі, литовський професор, доктор історичних наук Вітаутас Йогела назвав гарним прикладом, як образно і легко створити інтригуючу оповідь.
Це книга про керманичів української землі, при яких люд наш жив в «багатстві, мирі і славі».
Автор, прекрасно знаючи історію своєї держави, знайомить читача з нею, не тільки оповідаючи звичайну пригодницьку схему, але й уміє подати відмінний історичний контекст. Рука обдарованого письменника непомітно веде нас через різні періоди історичних баталій. У цьому романі читач відчує історичні події Київської Русі та Великого князівства Литовського, а також і прагнення українців на початку двадцятого століття, процес створення незалежної держави Україна. Тож бажаю милому читачеві прекрасної подорожі по історичних часах у пошуках самоцвіту.

## Зміст книги
- Таємничий візитер
- Телеграма у Київ
- Пізній гість
- Зустріч у ломбарді
- Подорож у підземелля
- Перший гонорар
- Звивисті дороги корони
- Невідомі
- Нова угода
- Загадка купюри
- Опівнічні дзвони
- Погоня
- Громи війни
- Розкажу наступного разу…
- Спориш на порозі
- Старі суперечки
- У гарячці
- Звивисті сліди
- Далекими дорогами
- Лиха звістка
- Хто добре воює
- З інспекцією
- У трикутнику
- З того світу
- Збурений Київ
- Кесонна хвороба
- Викрадачі
- На березі Стиру
- Післямова. На могилах українських королів…